# ピーター・チャップルハイアム
ピーター・チャップルハイアム（Peter Chapple-Hyam、1963年4月2日 - ）はイギリス・ウォリックシャー州レミントン出身で、ニューマーケットを本拠にする調教師。
イギリスのエプソムダービーをドクターデヴィアス（1992年）、オーソライズド（2007年）で2度制するなど、数多くの大競走に優勝している。
本業を離れたところでは、サッカーのクラブチーム、ウェスト・ブロムウィッチ・アルビオンFCの熱心なサポーターとしても知られている。

## おもな勝利
- イギリス2000ギニー - ロドリゴデトリアーノ (1992年)
- チャンピオンステークス - ロドリゴデトリアーノ（1992年）、スベクトラム(1995年)
- エプソムダービー - ドクターデヴィアス（1992年）、オーソライズド（2007年）
- インターナショナルステークス - ロドリゴデトリアーノ（1992年）
- レーシングポストトロフィー - コマンダーコリンズ（1998年）、オーソライズド（2006年）
- クリテリウム・ド・サンクルー - ポラリスフライト（1995年）
- グラン・クリテリウム - レヴォーク（1996年）
- アベイ・ド・ロンシャン賞 - カーマインレイク（1997年）
- プール・デッセ・デ・プーラン（フランス2000ギニー） - ヴィクトリーノート（1998年）
- アイルランド2000ギニー - ロドリゴデトリアーノ（1992年）、タートルアイランド（1994年）、スベクトラム（1995年）
- アイリッシュチャンピオンステークス - ドクターデヴィアス（1992年）
- フィーニクスステークス - タートルアイランド（1993年）
- デルビーイタリアーノ（イタリアダービー） - ホワイトマズル（1993年）